# Iftikhar Ahmed (Cricketspieler)
Iftikhar Ahmed (Urdu افتخار احمد; * 3. September 1990 in Peschawar, Pakistan) ist ein pakistanischer Cricketspieler, der seit 2015 für die pakistanische Nationalmannschaft spielt.

## Aktive Karriere
Ahmed konnte sich über die zeit im nationalen pakistanischen Cricket etablieren. So gewann er unter anderem mit den Peshawar Panthers bzw. der Peshawar Region den Haier T20 Cup 2014/15 und 2015/16. Ahmed gab sein Debüt in der Nationalmannschaft im November 2015 in der ODI-Serie gegen England. Sein Debüt im Twenty20-Cricket folgte im März 2016 beim Asia Cup 2016 gegen Sri Lanka. Ursprünglich war er auch für den ICC World Twenty20 2016 vorgesehen, wurde jedoch kurzfristig durch Khalid Latif im Kader ersetzt. Im Sommer folgte dann sein Test-Debüt in England. Jedoch konnte er nicht überzeugen und sich so zunächst nicht im Team etablieren. Mit Peshawar konnte er im Januar 2017 den Regional One Day Cup 2016/17 gewinnen. In der folge spielte er weiter im nationalen Cricket für verschiedene Teams und konnte beim Quaid-e-Azam One Day Cup 2019/20 so überzeugen, dass er wieder ins Nationalteam zurückfand. In der Twenty20-Serie in Australien erreichte er ein Half-Century über 62* Runs. So konnte er sich zumindest im Twenty20-Team etablieren. 
Bei der Tour in Simbabwe im November 2020 wurde er auch in der ODI-Serie eingesetzt. Dort konnte er mit fünf Wickets für 40 Runs das zweite Spiel entscheiden und wurde dafür als Spieler des Spiels ausgezeichnet. Jedoch hatte er seine Probleme in den Twenty20s in einer Zeit, als viel im pakistanischen Team experimentiert wurde. So verlor er im Juli seinen Vertrag mit dem pakistanischen Verband und war auch nicht beim ICC Men’s T20 World Cup 2021 dabei. Jedoch konnte er sich wieder zurück in Team kämpfen und wurde dann für den ICC Men’s T20 World Cup 2022 für Pakistan nominiert. Dort konnte er im ersten Spiel gegen Indien ein Fifty über 51 Runs erzielen und brachte so das Team ganz nah an einen Sieg. Gegen Südafrika konnte er dann erneut ein Half-Century über 51 Runs erreichen und legte so den Grundstein für einen Erfolg.